# Bory (okres Levice)
Bory, též Bor (1920), maďarsky Bori, jsou obec na Slovensku v okrese Levice. První zmínka o obci je z roku 1135. V obci se nachází reformovaný barokní kostel ze 17. století. Obec má 315 obyvatel (31. 12. 2017), hustota zalidnění je 35,75 obyvatel na km².